# Division of Blood
Division of Blood è il sesto album del gruppo musicale thrash metal greco Suicidal Angels, pubblicato per l'etichetta discografica NoiseArt Records nel 2016.

## Tracce
1. Capital of War – 4:25
2. Division of Blood – 5:14
3. Eternally to Suffer – 4:14
4. Image of the Serpent – 2:59
5. Set the Cities on Fire – 3:20
6. Frontgate – 4:13
7. Bullet in the Chamber – 3:25
8. Cold Blood Murder – 3:20
9. Of Thy Shall Bring the Light – 12:20

## Formazione
- Aggelos Lelikakis – basso
- Orpheas Tzortzopoulos – batteria
- Nick Melissourgos – voce e chitarra
- Gus Drax – chitarra